# Municipio de Stambolovo
El municipio de Stambolovo (en búlgaro: Община Стамболово) es un municipio de la provincia de Haskovo, Bulgaria, con una población estimada a final del año 2017 de 5729 habitantes. 
Se encuentra ubicado en el centro-sur del país, cerca de la frontera con Grecia y Turquía. Su capital es la ciudad de Stambolovo.